# Чельгрен, Хенри
Хенри Чельгрен (швед. Henry Källgren; 13 марта 1931, Норрчёпинг — 21 января 2005, Хельсингборг, Сконе) — шведский футболист, нападающий.

## Карьера

### Клубная карьера
Всю свою карьеру, с 1951 по 1960 года, провёл в шведском «Норрчёпинг», забив за клуб 126 мячей.

### Выступление за сборную
За сборную Швеции Хенри дебютировал в 1953 году в матче против сборной Венгрии, в котором также отличился забитым голом в ворота соперника.
Всего за сборную сыграл 8 матчей. Был включен в сборную на чемпионат мира 1958, где сборная дошла до финала, но уступила сборной Бразилии (2:5). Но Чельгрен сыграл только в последнем матче групповой стадии против Уэльса.

## Достижения

### Норрчёпинг
- Чемпион Швеции: 1952, 1956, 1957, 1960

### Индивидуальные
- Лучший бомбардир чемпионата Швеции: 1958